# Beckenwerker
Die Beckenwerker als Hersteller von Kupfer- und Messinggefäßen waren im Mittelalter ein bedeutender Zweig des buntmetallverarbeitenden Handwerks. Die Beckenwerker-Gilde zählte zu den ältesten und vornehmsten in Braunschweig.
Die handwerkliche Tradition der Beckenwerker findet in der Neuzeit ihre Fortsetzung in den Rotgießern und Apengetern, einem Beruf, der vor allem im 18. Jahrhundert sehr bedeutend war. Den Beckenwerkern ist eine Straße in Braunschweig gewidmet, in der dieses Handwerk wegen seiner Feuergefährlichkeit ausschließlich in der um 1200 gegründeten Neustadt und in nur hier vorhandenen Produktionsstätten angesiedelt war.
Nach hier vollzogenen letzten Schmelz- und Umschmelzprozessen erhielt man Platten, die partiell zersägt und zu Blechen ausgeschlagen wurden. In mühevoller Treibarbeit (später unter Zuhilfenahme von wasserkraftbetriebenen Hammerwerken) entstanden daraus als Haupterzeugnis goldgelb glänzende große Messingbecken bzw. Beckenschlägerschüsseln, wie solche als Barbierbecken, den Handwerkszeichen der Friseure, bekannt sind.
Nicht selten nach antiken und religiösen Vorbildern ziseliert und punziert, gerieten etliche zu prächtig gestalteten Produkten eines ausgesprochenen Kunsthandwerks, die entsprechend auch rein dekorativen Zwecken dienten. Einige Exemplare sind u. a. als Taufschalen in Kirchen bis in unsere Zeiten erhalten geblieben.
Sowohl die Rohstoffe (Kupfer, Zinn und Zink) als auch ein Teil der fertigen Erzeugnisse waren Fernhandelsprodukte.
Diesen Fernhandel übernahmen großenteils Beckenwerker-Unternehmer. Diese waren zudem die das Handwerk nicht selbst ausübenden Inhaber der Werkstätten, wo sie als Fabrikherren gieß- und schmiedetechnisch im Verlagssystem auf ihre Kosten arbeiten ließen. In Braunschweig tritt als solche besonders die Patrizier- und Ratsfamilie van Twedorp und in außerordentlichem Maße Fricke van Twedorp (ca. 1355 – 1428) hervor.